# Атыш (водопад)
Атыш (от баш. Атыш — бьющий, стреляющий) — водопад на Южном Урале, в Белорецком районе Республики Башкортостан. Водопад — это выход из грота Атыш на поверхность подземной реки, которая также называется Атыш. Сам грот (он же Атышская пещера) находится в горе Яш-Кузь-таш.
Внутри Атышского грота вода бьёт из наклонного отверстия мощной восходящей струёй шириной 6 м и высотой 4,5 м, что и дало название водопаду. У основания скалы за столетия выработались два водобойных котла диаметром 20 м, глубиной 7—10 м. Из этого озера река Атыш течёт дальше в Лемезу, откуда до недавнего времени заходил в озеро на нерест таймень.
Возраст водопада очень большой. Гора, где находится водопад Атыш, сложена известняками возрастом 570 миллионов лет. Воды речушек Агуй и Атыш проточили в верхней части горы известняк и прошли вниз на южный склон горы, составляющий коренной берег речной долины реки Лемеза.
В настоящее время водопад Атыш — одно из наиболее популярных мест ценителей башкирских природных красот, несмотря на экологическую обстановку вокруг водопада.
К водопаду пробита дорога с берега реки Лемезы, что позволяет подъехать к нему на автомобиле. 
Водопад окружают смешанные широколиственные леса. Поблизости (выше по склону) располагаются и другие интересные спелеологические объекты (пещеры, поноры и пр.). Рядом располагается Заповедная пещера.

## Галерея

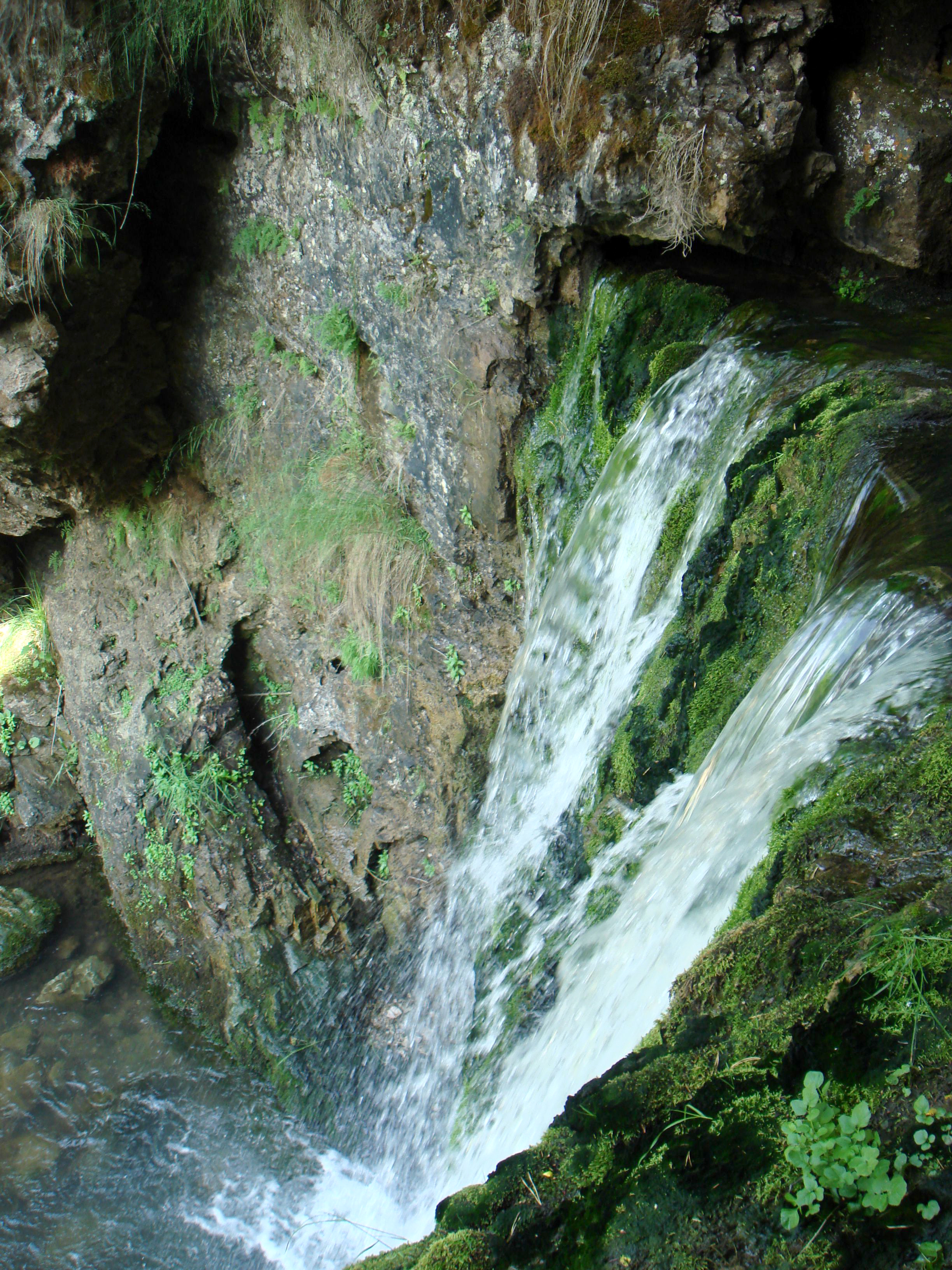
Вид сверху
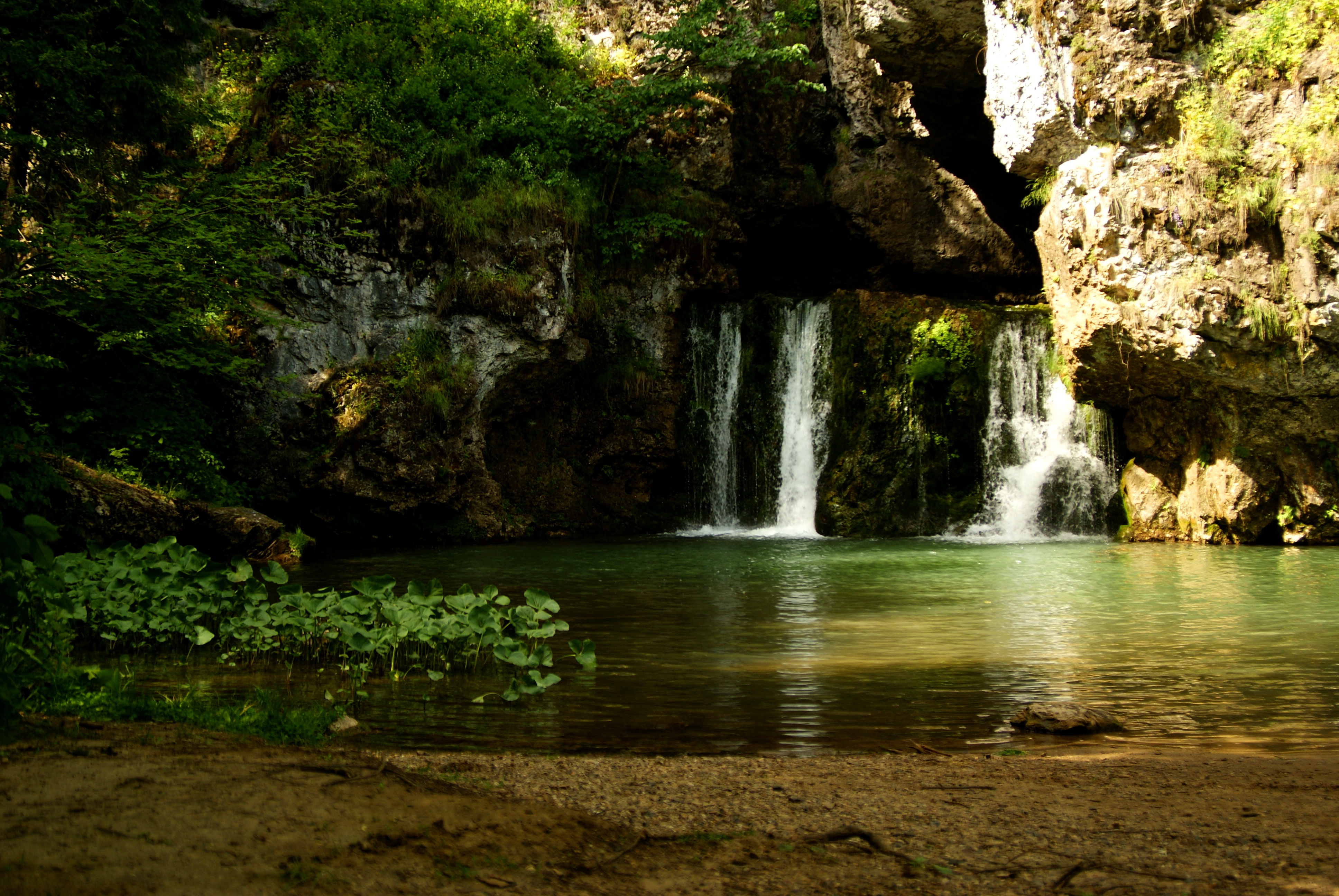
Озеро у водопада
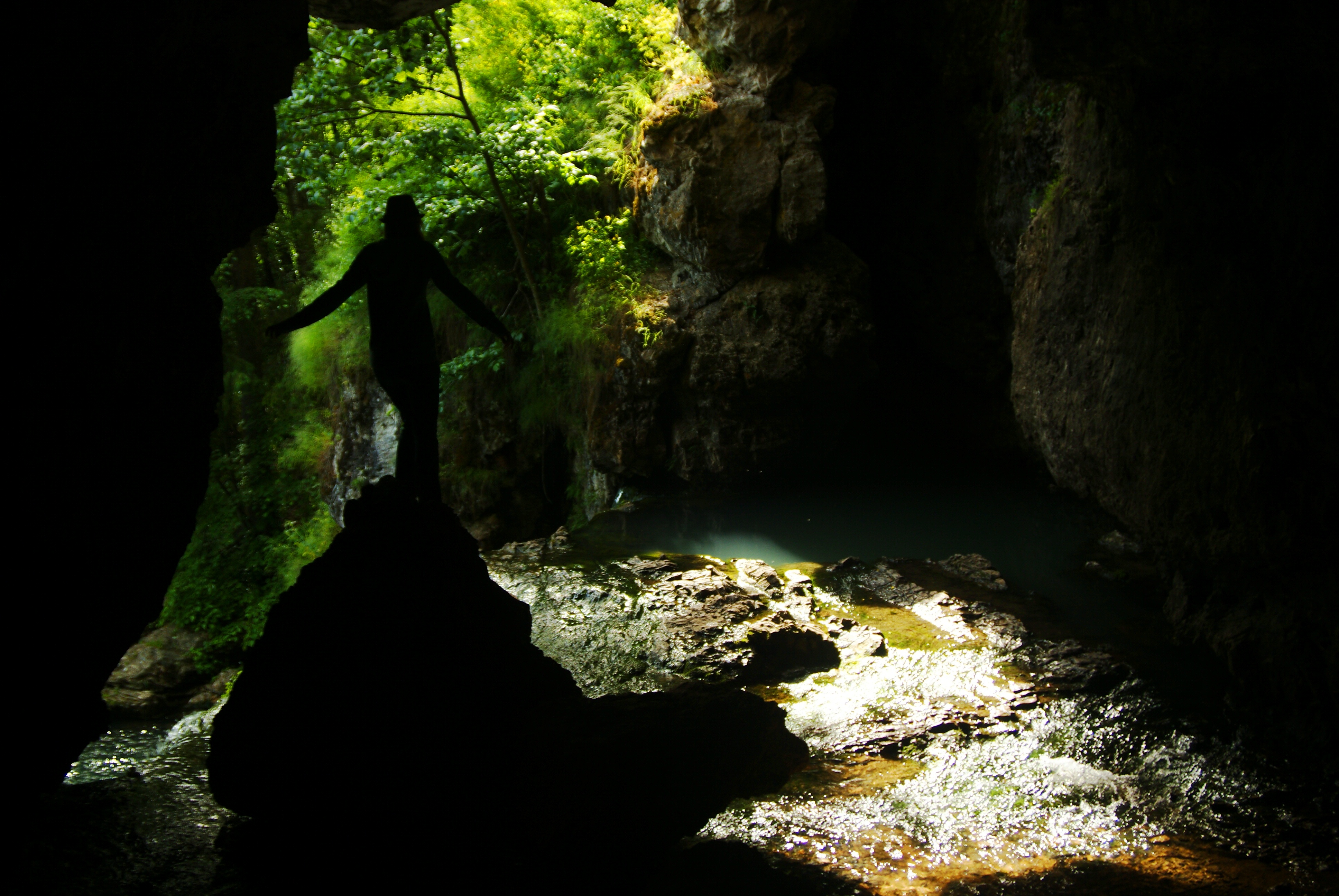
Пещера Атыш
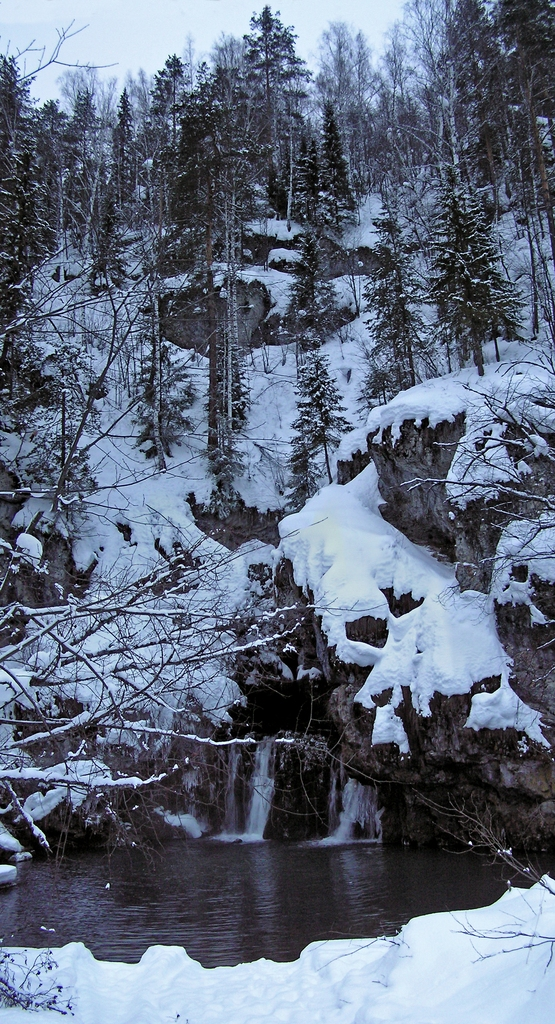
Зимой